# Sigismond d'Autriche
Pour les articles homonymes, voir Sigismond et Sigismond-François d'Autriche.
Sigismond, dit « le Riche » (en allemand : Siegmund der Münzreiche), né le 26 octobre 1427 à Innsbruck et mort le 4 mars 1496 dans la même ville, est un prince de la maison de Habsbourg, fils de Frédéric IV d'Autriche. Titré archiduc d'Autriche, il est régent du comté de Tyrol et de l'Autriche antérieure de 1446 jusqu'à son abdication en 1490.
Il est le dernier représentant de la première lignée « tyrolienne » des Habsbourg, issue des descendants de Léopold III d'Autriche.

## Biographie

### Origines familiales et formation
Sigismond est le seul fils survivant du duc Frédéric IV d'Autriche (1382–1439) et de sa seconde épouse Anne (morte en 1432), fille du duc Frédéric Ier de Brunswick-Lunebourg. Il est donc cousin de l'empereur Frédéric III, fils de son oncle paternel Ernest de Fer.
Son père, en accord avec ses frères aînés, a été régent de l'Autriche antérieure (incluant le Vorarlberg, le Sundgau en Alsace, le Breisgau, et quelques autres possessions dans l'ancien duché de Souabe) à partir de 1402. À la mort de son frère Guillaume en 1406, il a également reçu le gouvernement du comté de Tyrol.

### De la tutelle de Frédéric III à l'avènement comme régent (1439-1446)
Sigismond était encore mineur à la mort de son père en 1439 ; il est placé sous la tutelle de son cousin Frédéric III, élu roi des Romains en 1440. Afin d'obtenir le soutien du royaume de France en conflit avec la Confédération suisse, son père avait l'intention de marier Sigismond à Radegonde de France, fille aînée du roi Charles VII. Mais la fiancée meurt en 1445 à l'âge de 16 ans, avant la célébration de leur mariage.
Le Tyrol étant une source de rentrées d'argent très lucrative, Frédéric III va conserver sa tutelle aussi longtemps que possible. C'est seulement en 1446, sous la pression des barons, que commence la régence de Sigismond à Innsbruck : elle durera presque un demi-siècle. Il peut acquérir quelques domaines des comtes de Montfort autour de Brégence et dans le Walsertal. En même temps, toutefois, il a dû se quereller avec son cousin l'archiduc Albert VI pour les possessions de l'Autriche antérieure. Le 12 février 1449 il épouse Éléonore Stuart (1431–1480), fille du roi Jacques Ier d'Écosse.

### L'excommunication (1460)
Les motifs qui amenèrent alors le pape Pie II à se brouiller avec le duc Sigismond remontaient à la nomination du cardinal Nicolas de Cues comme prince-évêque de Brixen en Tyrol. Ce candidat avait été imposé par la Curie romaine au chapitre cathédral. Comme toujours, le conflit fut envenimé à la racine par les prétentions contraires de chacun des pouvoirs, le temporel et le spirituel, à s'immiscer dans les affaires de l'autre. Au demeurant, l'irritation du pape à l'encontre de Sigismond, alla jusqu'à prononcer contre lui l'anathème et l'excommunication majeure (le 8 août 1460).
Les Confédérés en profitent pour s'emparer de la Thurgovie la même année.

### Relations avec Charles le Téméraire (1468-1477)

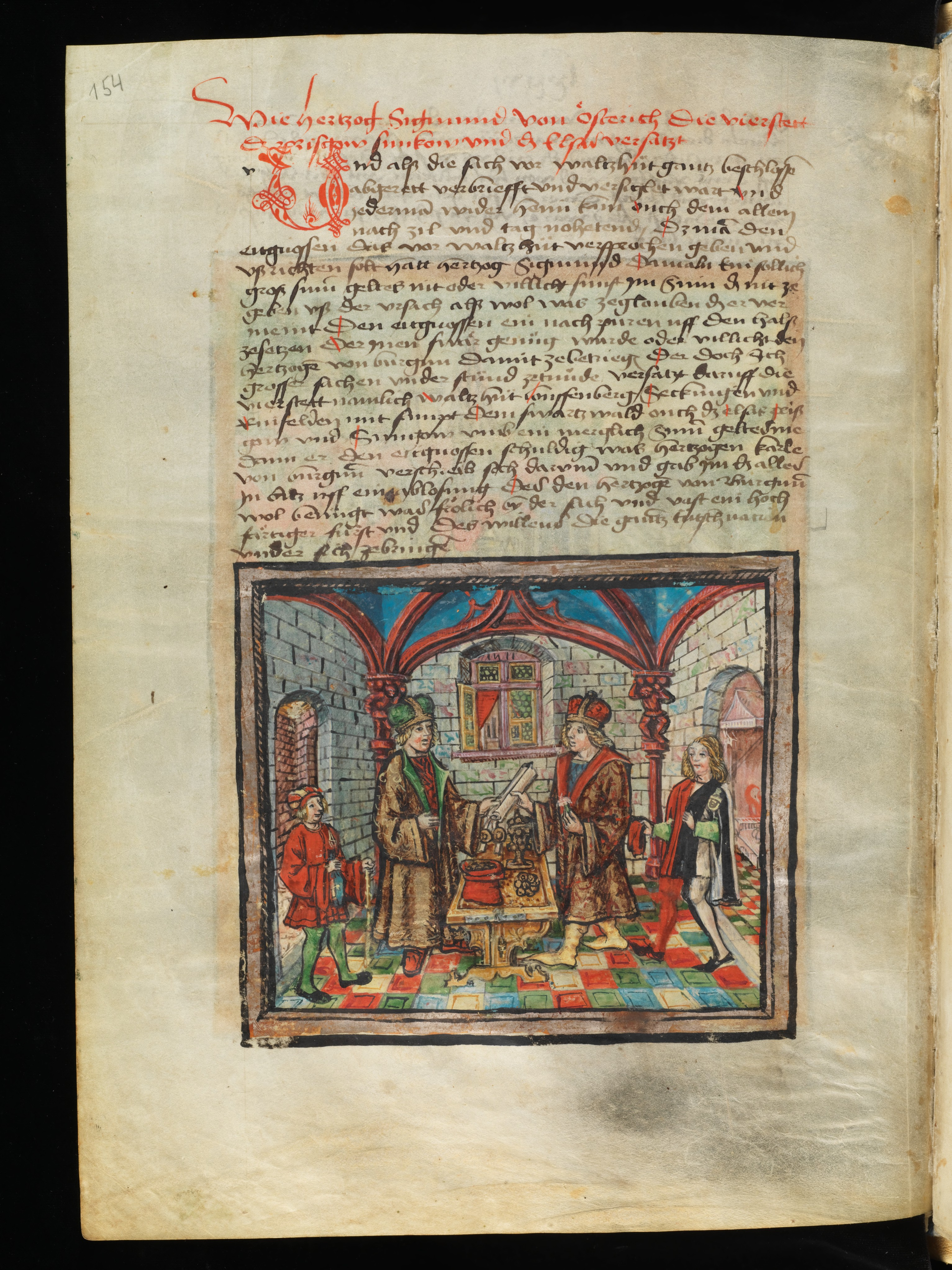
Le nantissement du Breisgau et de l'Alsace à Charles le Téméraire, chronique illustrée (1513).

En 1468 il fut contraint de signer le traité de paix de Waldshut (Waldshuter Richtung) à la suite de la débâcle qu'il subit face aux Mulhousiens et à leurs alliés confédérés. En 1469, au traité de Saint-Omer, il vend avec droit au rachat le comté de Ferrette, le landgraviat d'Alsace et le Breisgau à Charles le Téméraire, duc de Bourgogne. Les sources ne sont pas claires, quant à savoir s'il les vendit à cause des dettes accumulées par son style de vie luxueux, ou s'il les a seulement gagés, parce qu'il voulait qu'ils fussent mieux protégés contre l'expansion de la Confédération suisse. En tout état de cause, il demanda à les racheter. Après le refus de Charles, il pactise avec Louis XI, qui le finance pour les récupérer par les armes.
En 1477, Frédéric III le fait archiduc. Trois ans plus tard, Éléonore meurt, et le 24 février 1484, Sigismond se remarie avec Catherine de Saxe (1468-1524), fille du duc Albert III, alors âgée de 16 ans. Cette même année, il transfera la monnaie princière de Mérano à Hall, ville sur l'Inn proche d'Innsbruck.

### Relation avec Venise (1485-1490)

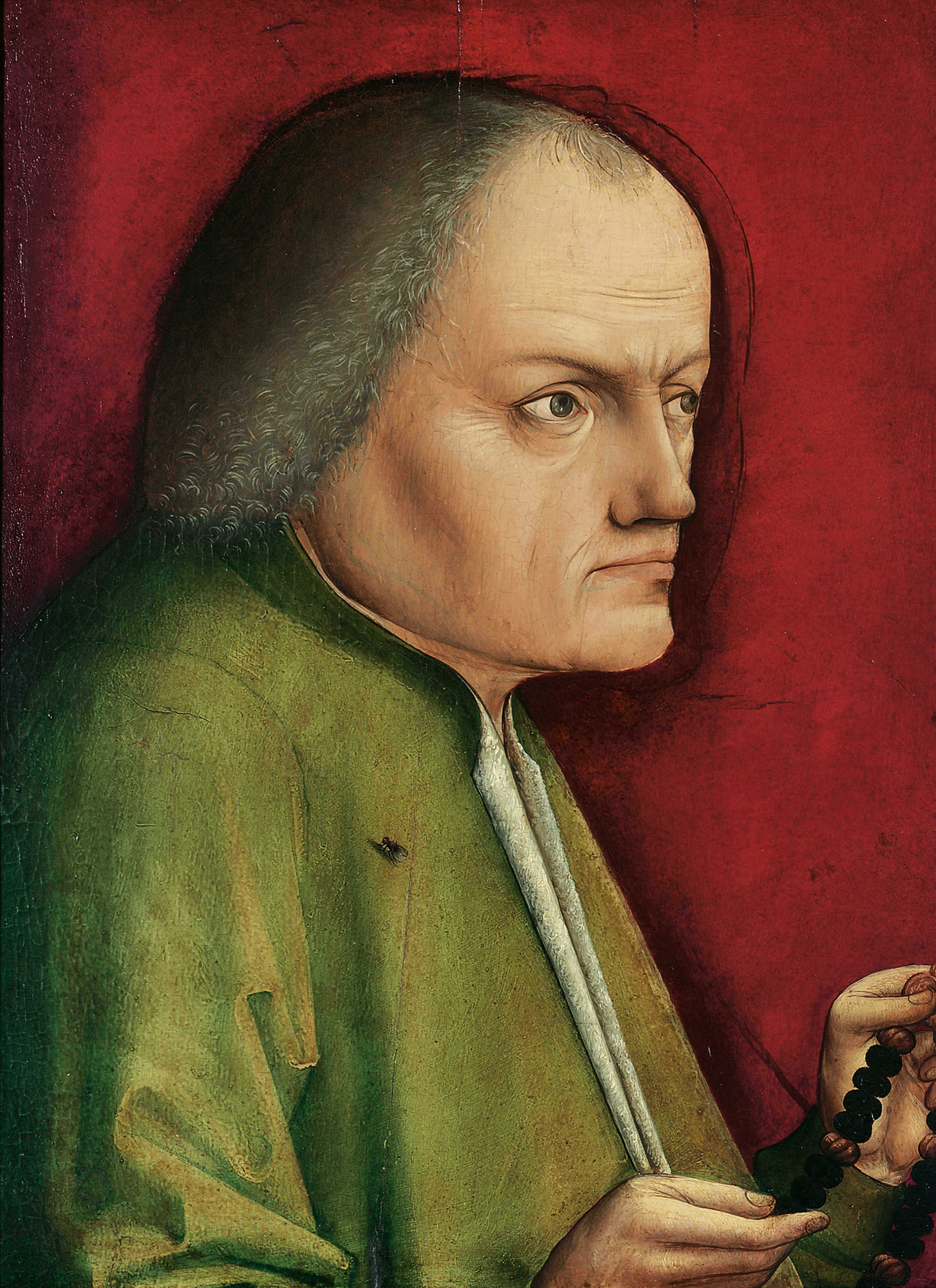
Portrait, vers 1490, Palais du Belvédère (Vienne).

À partir de 1485, le commerçant Jacob Fugger devient  banquier et créancier de l'archiduc. Ses services deviennent si nécessaires quand en 1487, Sigismond se querelle avec la république de Venise sur les domaines de l'évêché de Trente. Toutefois, après une confrontation des forces armées à Calliano en août, l'opposition de l'aristocratie du Tyrol l'oblige à abandonner la lutte.
En même temps, l'Autriche antérieure est confrontée aux efforts d'expansion des ducs Georges et Albert IV de Bavière, issus de la maison de Wittelsbach, ce qui à poussé l'empereur de fonder la Ligue de Souabe en 1488.

### Abdications de Sigismond (1490) et dernières années
Sous la pression des nobles, finalement, en 1490, Sigismond a dû céder la régence à l'archiduc Maximilien Ier, fils de Frédéric III, élu roi des Romains (aux côtés de son père, empereur) en 1486. Ainsi, tous les territoires héréditaires des Habsbourg sont à nouveau réunis en une seule main.
L'archiduc n'eut pas d'enfant de ces mariages ; néanmoins, selon certaines sources, il a de nombreux enfants naturels. À la mort de Sigismond, la ligne tyrolienne des Habsbourg s'éteint.
Sigismond est inhumé à l'abbaye de Stams.

## La monnaie tyrolienne de Sigismond

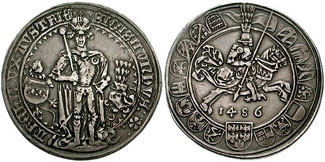
Guldiner (1486).

L’archiduc Sigismond, après avoir procédé à une réforme drastique du monnayage autrichien, commença à faire frapper à Hall une grosse pièce d’argent valant un florin d’or ou gulden (Guldiner ou Guldengroschen), un précurseur du thaler (l'ancêtre du dollar, qui devient bientôt un modèle pour d'autres pays européens.